# Tomasz Sapota
Tomasz Wojciech Sapota (ur. 31 marca 1970 w Katowicach) – polski filolog klasyczny, latynista i literaturoznawca, profesor nauk humanistycznych, wykładowca Uniwersytetu Śląskiego w Katowicach.

## Życiorys
Urodził się w 1970 w Katowicach. W 1989 ukończył II Liceum Ogólnokształcące im. Emilii Plater w Sosnowcu, a w 1994 studia magisterskie filologii klasycznej na Uniwersytecie Jagiellońskim. W 1999 na Uniwersytecie Śląskim w Katowicach uzyskał stopień doktora nauk humanistycznych w dyscyplinie literaturoznawstwa, na podstawie rozprawy Magia i religia w twórczości Lucjusza Apulejusza z Madaury. Wpływy orientalne w kulturze rzymskiej w II wieku n.e. napisanej pod kierunkiem Jerzego Styki. W 2010 habilitował się na tej samej uczelni na podstawie rozprawy Juwenalis. 21 listopada 2022 r. otrzymał tytuł profesora nauk humanistycznych w dyscyplinie literaturoznawstwo. 
Jego zainteresowania badawcze dotyczą literatury rzymskiej, szczególnie okresu cesarskiego (od czasu rządów Oktawiana Augusta po przełom III/IV wieku). Opublikował monografie poświęcone twórczości Apulejusza, Juwenalisa, Makrobiusza (wraz z przekładem Saturnaliów tego autora), komentowane przekłady dramatów Seneki (z Iwoną Słomak) oraz szereg artykułów w czasopismach akademickich. Był także redaktorem kilkunastu publikacji zbiorowych. Jest przewodniczącym Rady Naukowej Serii Noctes Medicae. Współpracuje jako recenzent z czasopismami naukowymi, m.in. Classica Cracoviensia. Jest członkiem rady redakcyjnej czasopisma Meluzyna.
W latach 2001–2013 był członkiem Komitetu Głównego Olimpiady Języka Łacińskiego, a przez wiele lat przewodniczył katowickiemu kołu Polskiego Towarzystwa Filologicznego. W latach 2013–2016 pełnił funkcję kierownika studiów doktoranckich na Wydziale Filologicznym Uniwersytetu Śląskiego w Katowicach, w latach 2016–2019 prodziekana do spraw studenckich i kształcenia na Wydziale Filologicznym UŚ, a w latach 2019–2020 koordynatora obszaru humanistyki, sztuki i teologii Szkoły Doktorskiej UŚ. Jest członkiem Zarządu Fundacji Traditio Europae.
W czerwcu 2020 był sygnatariuszem listu solidarnościowego w związku z przesłuchaniem przez policję osób studiujących na UŚ po złożeniu przez nie skargi dyscyplinarnej na wykładowczynię Ewę Budzyńską, która w trakcie wykładów porównywała antykoncepcję do aborcji. W czerwcu 2021 napisał do Rektora UJ list, w którym wyraził solidarność ze studentem Uniwersytetu Jagiellońskiego, ukaranym dyscyplinarnie przez UJ za oplucie pomników żołnierzy wyklętych Zygmunta Szendzielarza i Józefa Franczaka, oskarżanych o zbrodnie wojenne.

## Wybrane publikacje

### Monografie
- Magia i religia w twórczości Lucjusza Apulejusza z Madaury. Wpływy orientalne w literaturze rzymskiej II wieku n.e. Kraków 2002.
- Juwenalis. Katowice 2009.
- Lucius Annaeus Seneca: Trojanki. Troades. Katowice 2016 (przekład i komentarz, z Iwoną Słomak).
- Lucius Annaeus Seneca: Edyp. Oedipus. Katowice 2017 (edycja tekstu, przekład, komentarz, z Iwoną Słomak).
- „Kobiety fenickie” Lucjusza Anneusza Seneki. Opracowanie monograficzne. Katowice 2019 (z Iwoną Słomak).
- Makrobiusz: Saturnalia. Uczty i rozmowy. T. I (ks. 1–3), t. II (ks. 4–7). Wrocław 2019.
- Fracastoro, Girolamo: Syfilis albo choroba galijska. Warszawa 2024[8] (przekł., oprac. i komentarz).

### Redakcje
- Scripta Classica. Vol.1–7. Katowice 2004–2010 oraz Vol. 11. Katowice 2014 (z Anną Szczepaniak).
- Stefan Zabłocki: Od starożytności do neohellenizmu. Studia i szkice. Katowice 2008 (z Piotrem Urbańskim).
- Migracyjna pamięć, wspólnota, tożsamość. Warszawa 2016 (z Romą Sendyką i Ryszardem Nyczem).